# Willem Marinus van Rossum
Willem Marinus van Rossum C.Ss.R. (Zwolle, 3 september 1854 – Maastricht, 30 augustus 1932) was een Nederlandse kardinaal en prefect van de Congregatie voor de Evangelisatie van de Volkeren, de Romeinse curie-congregatie die gaat over de wereldwijde missie. 

## Biografie

### Opleiding
Van Rossum werd op 3 september 1854 in het Nederlandse Zwolle geboren in het gezin van een kuiper. Nadat zijn vader in 1861 en zijn moeder in 1863 waren gestorven, werd hij opgenomen in het katholieke weeshuis van het overwegend protestantse stadje. Met de hulp van de plaatselijke pastoor werd Willem op twaalfjarige leeftijd toegelaten tot het diocesane kleinseminarie in Culemborg. Hij koos daarna echter niet voor priesterschap binnen het aartsbisdom Utrecht, maar meldde zich aan bij de congregatie van de redemptoristen, bekend van hun volksmissies. Na zijn priesterwijding in 1879 doceerde Van Rossum Latijn en retorica in het redemptoristenklooster te Roermond en dogmatiek en dogmatische geschiedenis in het redemptoristenklooster te Wittem. Van dit laatste seminarie werd hij in 1893 rector.

### Naar Rome
In 1895 werd Van Rossum naar het generalaat van de redemptoristen te Rome geroepen met het oog op het opzetten van een academische opleiding voor congregatiegenoten. Van Rossum's grote kennis van de stichter van de congregatie, Alfonsus van Liguori (1696-1787), bracht hem in contact met de Romeinse curie, het centrale bestuursorgaan van de katholieke kerk. De heilige Liguori was in 1871 kerkleraar verklaard en kennis van zijn geschriften werd van theologisch en kerkstrategisch belang geacht. In december 1896 werd Van Rossum daarom door paus Leo XIII benoemd tot consultor van de Heilige Officie (Congregatie voor de Geloofsleer). Vanaf dat moment nam zijn carrière een hoge vlucht. Rome kon de oer-conservatieve Nederlander goed gebruiken in haar strijd tegen de moderniteit. Alles wat naar modernisme rook (democratie, feminisme, socialisme, liberalisme en ook protestantisme) werd als een bedreiging gezien voor de katholieke kerk. Paus Pius X, die in 1903 aantrad, vreesde net als Van Rossum de moderne tijd. Beiden zouden sterk bijdragen aan een pro-actieve, conservatieve stroming in het hart van de kerk, waarbij van modernisme verdachte priesters werden geëxcommuniceerd.

### Benoemingen
In 1911 benoemde paus Pius X Van Rossum tot kardinaal-diaken. Van Rossum werd zodoende de eerste Nederlandse kardinaal sinds de reformatie en het herstel van de bisschoppelijke hiërarchie in 1853. Rooms Nederland was vereerd met de benoeming, maar ook verbaasd dat niet een bisschop, maar een volstrekt onbekende pater kardinaal werd. In allerijl werden krantenartikelen geschreven en portretten verspreid, waardoor een voedingsbodem ontstond voor een uitbundig onthaal in Nederland, in de zomer van 1913. 
In 1914 nam kardinaal Van Rossum deel aan het conclaaf dat leidde tot de benoeming van paus Benedictus XV. Dat jaar ook werd hij benoemd tot president van de Pauselijke Bijbelcommissie. In 1915 benoemde Benedictus Van Rossum tot grootpenitencier, dat is hoofd van de Poenitentiaria, een van de hoogste kerkelijke rechtbanken en werd hij verheven tot kardinaal-priester. In 1917 verscheen de Codex Iuris Canonici, een nieuw wetboek van canoniek recht waaraan Van Rossum heeft bijgedragen. In 1918 ten slotte werd Van Rossum benoemd tot 'titulair aartsbisschop van Mauretania Caesariensis' en –belangrijker– tot kardinaal-prefect van de Propaganda Fide. Deze invloedrijke positie bekleedde hij tot aan zijn overlijden, in 1932. 
Bij het conclaaf van 1922 ontving Van Rossum enkele stemmen, maar in praktijk hadden alleen Italiaanse kardinalen kans om paus te worden. Onder het pontificaat van Pius XI viel Van Rossum enigszins in ongenade, mede omdat hij –rechtlijnig als hij was– misstanden in de curie aan de kaak placht te stellen. Toch is het opmerkelijk dat Van Rossum zich onder maar liefst vier achtereenvolgende pausen heeft weten te handhaven in de hoogste regionen van de katholieke kerk.

### Wereldwijde missie
In de periode dat Van Rossum de baas was van de Propaganda Fide ontwikkelde de missie zich in snel tempo. Van Rossum centraliseerde de wereldwijde missie-activiteit. Hij achtte de missie iets van de universele kerk, niet iets van individuele landen. De missie diende meer los te komen van nationale, koloniale belangen. Van Rossum was verantwoordelijk voor alle bisschopsbenoemingen in de missiegebieden. Heel Afrika, Azië en Latijns-Amerika, zo'n driekwart van de katholieke wereld, viel onder hem. Hij betrok tientallen orden en congregaties bij de missie. Van Rossum propageerde hierbij het opbouwen van een plaatselijke clerus, dat wil zeggen het opleiden en benoemen van inheemse priesters (en bisschoppen). Dit was over het algemeen niet vanzelfsprekend. Er werd alom nog van uitgegaan dat Afrikaanse of Chinese priesters niet konden wat hun collega's uit het westen wel konden. In de 20e eeuw verliep dit opbouwproces in de meeste missiegebieden tergend traag. 
Als redemptorist had Van Rossum een speciaal oog voor Suriname. De Nederlandse tak van zijn eigen orde, de redemptoristen, had reeds in 1866 Suriname als missiegebied toegewezen gekregen. De Surinaamse missie hielp Van Rossum een duidelijk beeld te krijgen van alledaagse problemen die missionarissen ontmoeten en de strategische keuzes die een missie-congregatie moet maken in het werkveld: Op welke bevolkingsgroepen te richten (inheemsen, voormalige slaven, moslims, hindoes)? Alleen de stad bedienen of juist de rurale gebieden? Een strijdvraag was ook wie er zeggenschap had over de besteding van de financiële middelen die de congregatie genereerde: de bisschop van Paramaribo of de provinciaal overste in Nederland? Van Rossum onderscheidde de verantwoordelijkheden van beide functies zo goed als mogelijk was. Voorts ondersteunde hij het zaligverklaringsproces van de Nederlands-Surinaamse missionaris Petrus Donders (1809-1887), wat onder zijn bewind echter geen resultaat opleverde.
Als prefect van de Propaganda Fide zette Van Rossum zich niet alleen in voor de bekering van  ‘heidenen’, maar ook voor de bekering van protestanten, met name in de lutherse Scandinavische landen. Terwijl de protestantse en orthodoxe kerken reeds toenadering tot elkaar zochten in de voorlopers van de Wereldraad van Kerken, hield Van Rossum vast aan het standpunt dat de protestanten zich eenzijdig dienden te bekeren tot het katholicisme. De dialoog met deze kerken werd voor tientallen jaren opgeschort en pas in de jaren rond het Tweede Vaticaans Concilie weer vlot getrokken.

### Overlijden
Kardinaal van Rossum stierf toevalligerwijs in Nederland, waar hij verbleef na het bijwonen van een congres in Denemarken. Na een bezoek aan enkele kloosters in Nederland en de wijding van een missiebisschop voor China, kwam hij op 28 augustus 1932 ziek en uitgeput in Wittem aan. Vanwege zijn slechte toestand werd hij de volgende dag naar het Calvariënziekenhuis van de Zusters Onder de Bogen in Maastricht gebracht, waar hij op 30 augustus stierf. Zijn uitvaart enkele dagen later op zijn 78e verjaardag was opnieuw een grote gebeurtenis: heel Nederland was via het polygoonjournaal getuige van de rouwstoet van kerkelijke en wereldlijke hoogwaardigheidsbekleders door de straten van Maastricht, onder wie de Belgische kardinaal De Roey, de Nederlandse aartsbisschop Jansen en de katholieke minister-president Ruys de Beerenbrouck. Zijn stoffelijk overschot werd van de Sint-Servaaskerk in Maastricht overgebracht naar de grafkelder van de kloosterkerk van de redemptoristen te Wittem.

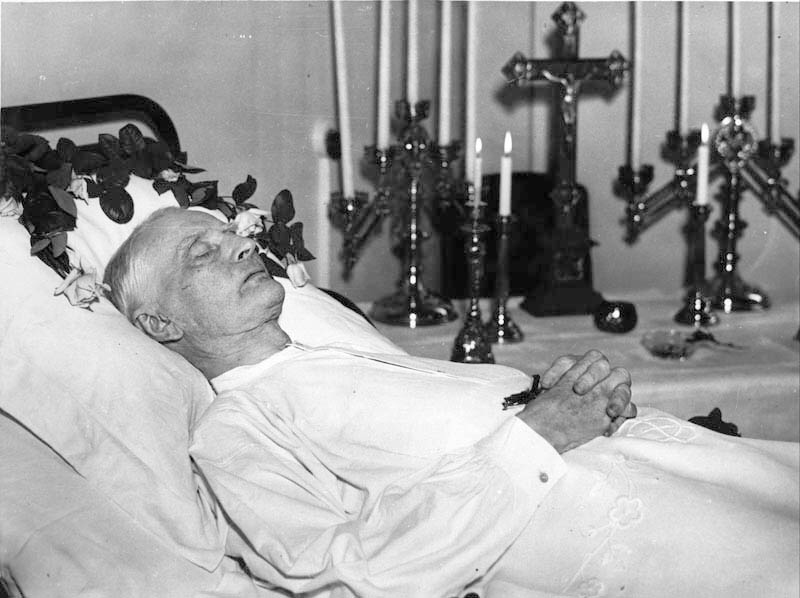
De opgebaarde Van Rossum in Ziekenhuis Calvariënberg
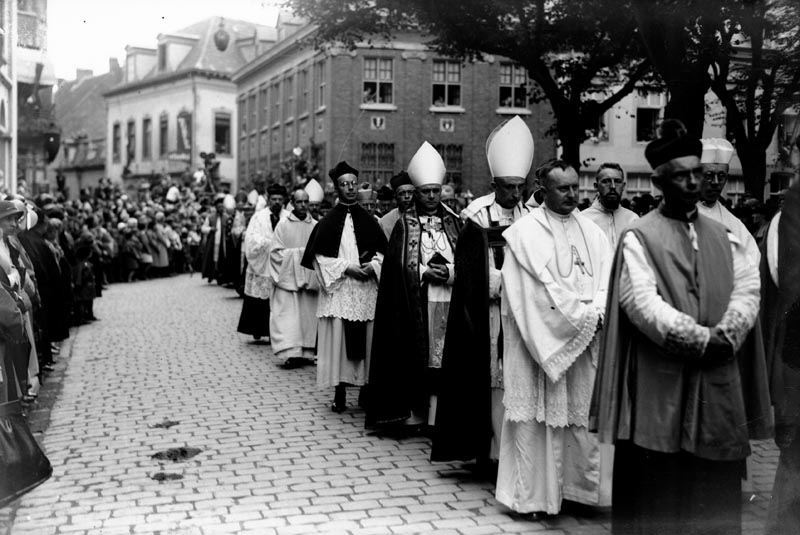
Uitvaartstoet op het Vrijthof
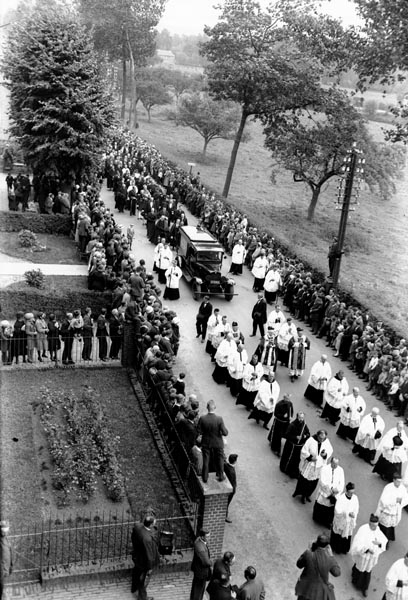
Aankomst te Wittem

## Nagedachtenis

### Monumenten
- In 1928 verrees in het Amsterdamse Begijnhof een bronzen portretbuste van de kardinaal van de hand van Gerard Hoppen. Het borstbeeld herinnert aan het Eucharistisch Congres dat in 1924 in Amsterdam plaatsvond en maakte oorspronkelijk deel uit van een groter monument, ontworpen door Jan Kuijt met o.a. twee bronzen plaquettes, dat in 1960 werd verwijderd.[4]
- Op 24 juni 1934, tijdens de zesde "Nederlandschen Katholiekendag", werd op het Kardinaal van Rossumplein in 's-Hertogenbosch zijn standbeeld onthuld, vervaardigd door beeldhouwer August Falise.
- In 1936 werd in de Maastrichtse Sint-Servaasbasiliek een epitaaf geplaatst van de hand van Charles Vos.
- In 1939 werd in de Kloosterkerk in Wittem een nieuw grafmonument geplaatst, ontworpen door de Italiaanse professor Enrico Quattrini.

### Vernoemingen
In de volgende plaatsen zijn straten of pleinen naar de kardinaal vernoemd: Zwolle, Amsterdam, Maastricht, Den Bosch, Tilburg, Roosendaal, Dongen, Deurne, Sittard, Hoensbroek, Herwen, Vaassen en Wittem. 

### Archieven
Het archief van Van Rossum bevindt zich in het Katholiek Documentatie Centrum te Nijmegen. Daarnaast bevat het archief van de redemptoristen, dat sinds 2007 bewaard wordt in het Erfgoedcentrum Nederlands Kloosterleven te Sint Agatha (gemeente Cuijk), gegevens over Van Rossum.

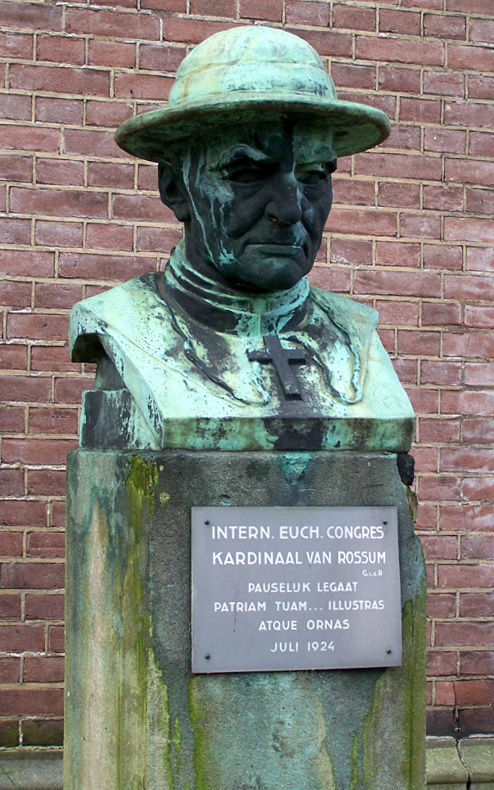
Borstbeeld, Begijnhof Amsterdam
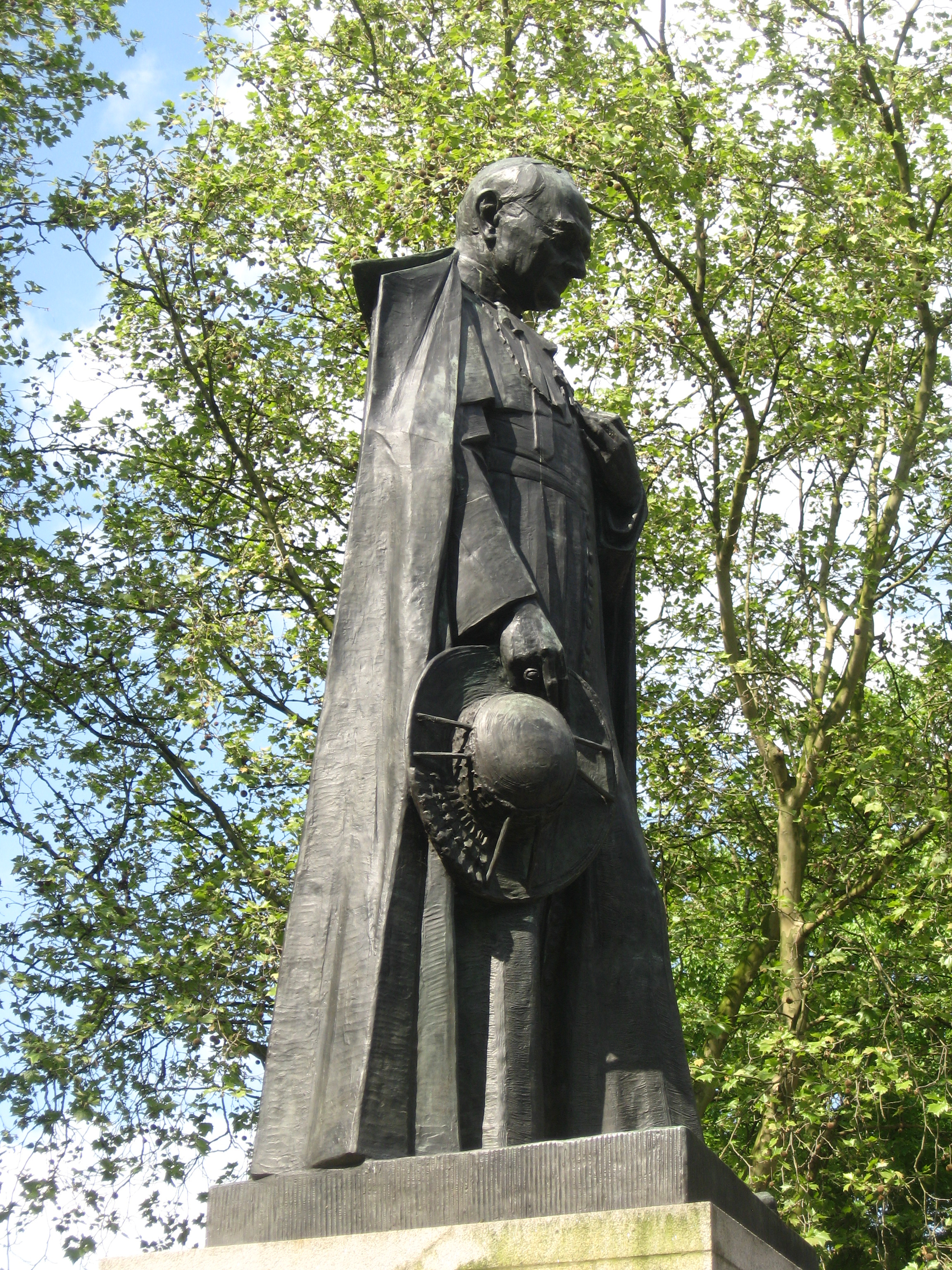
Standbeeld, Den Bosch
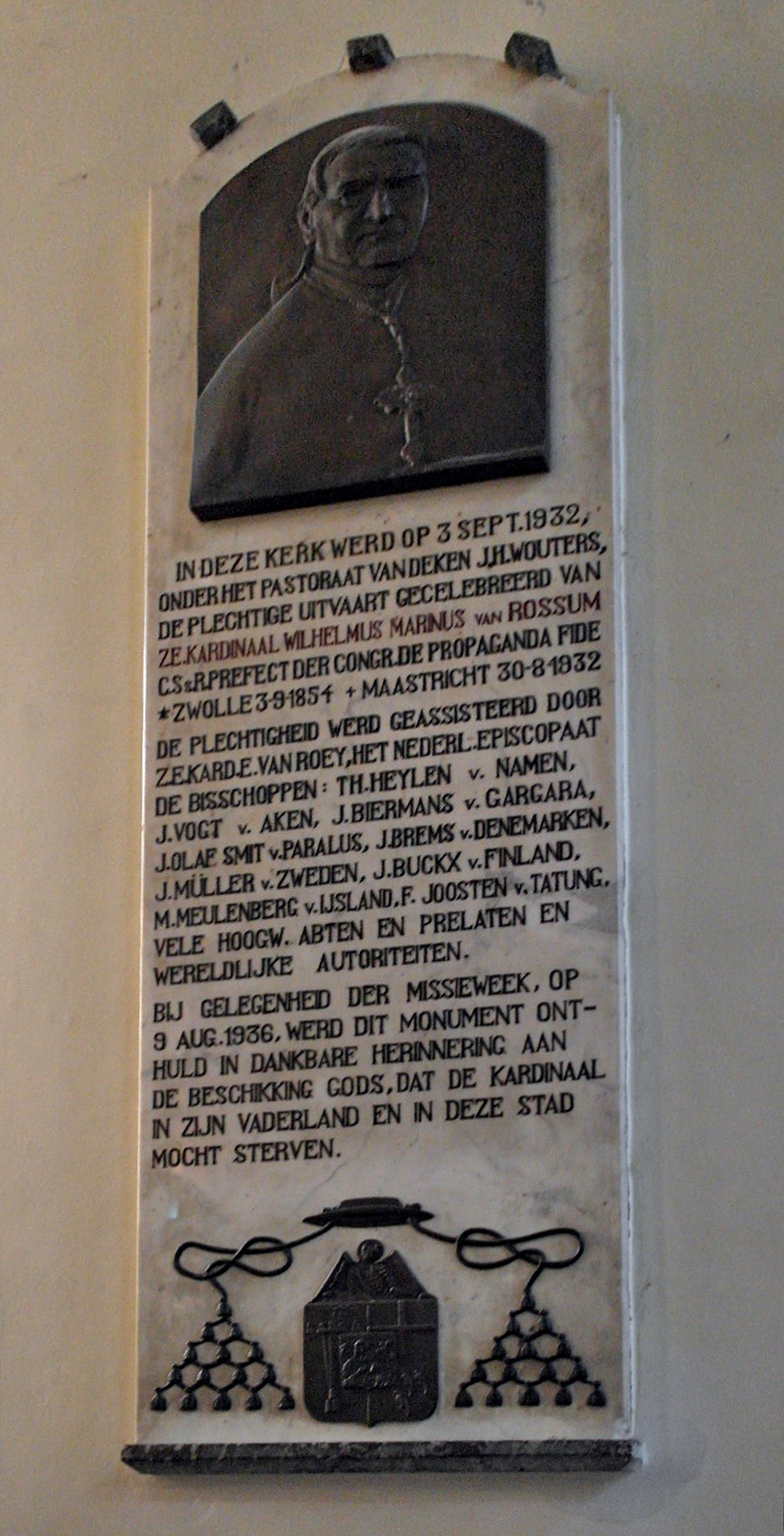
Epitaaf, Maastricht
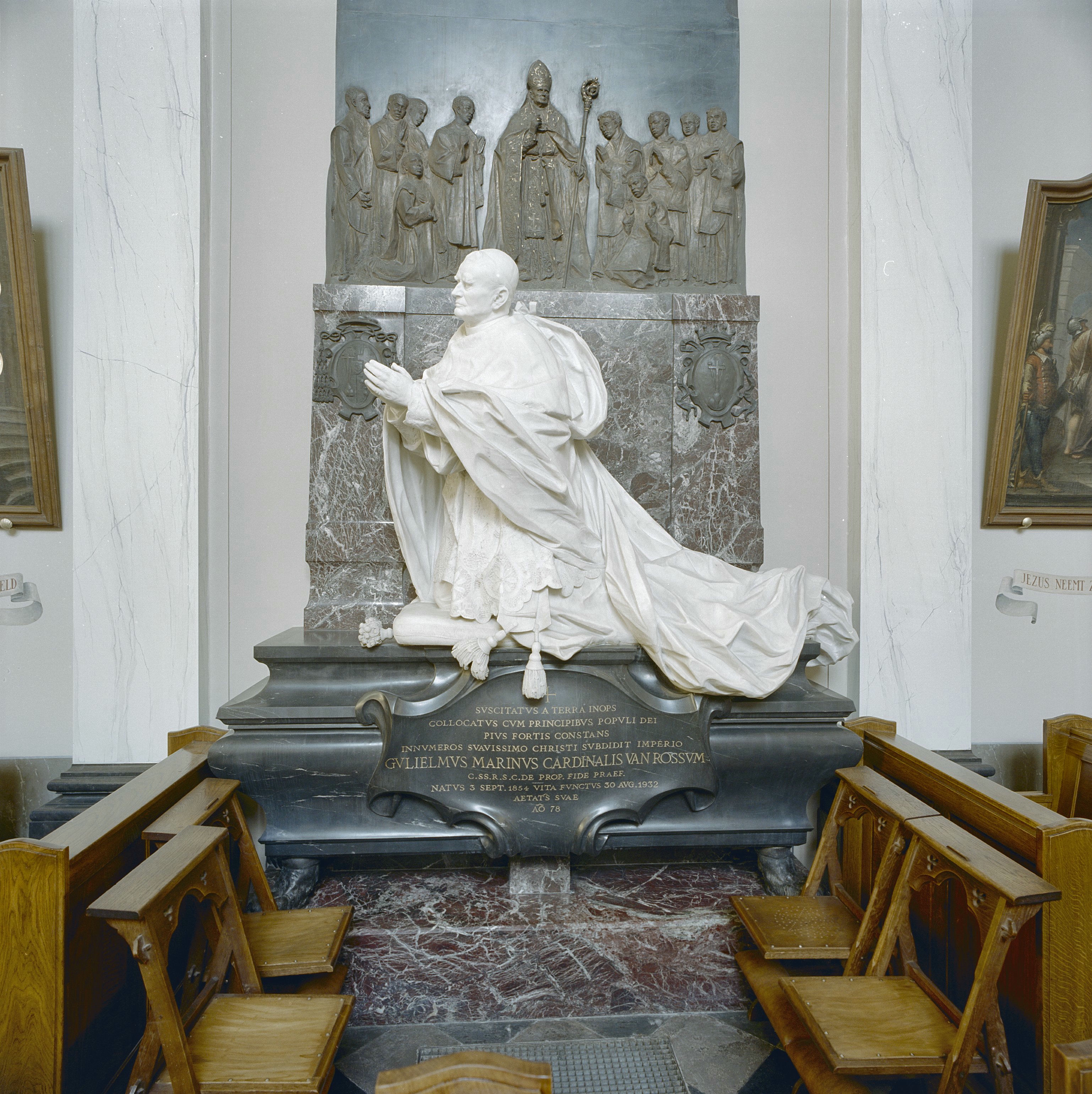
Grafmonument, Wittem

- Bibliothèque nationale de France: cb113512192 (data)
- Biografisch Portaal: 29375154
- Gemeinsame Normdatei: 127914188
- International Standard Name Identifier: 0000 0000 6140 2143
- Nationale Bibliotheek van Tsjechië: xx0204523
- Nederlandse Thesaurus van Auteursnamen: 072580518
- Système universitaire de documentation: 167417088
- Virtual International Authority File: 12302136